# Кадм
Кадм (др.-греч. Κάδμος), герой древнегреческой мифологии, легендарный основатель Фив в Беотии.

## Мифология
Сын финикийского царя Агенора и Телефассы (или, по версии, Аргиопы, брат Европы, Фойника и Килика). По отцу внук бога Посейдона.
Помог богам во время битвы с Тифоном. Посетил Родос, принеся жертву Афине Линдии. Арабы, переправившиеся с Кадмом, поселились на Эвбее.
Когда Зевс похитил Европу, Агенор направил сыновей на её розыски, наказав без неё не возвращаться. Однако Дельфийский оракул Аполлона укажет Кадму, «чтобы он о Европе не беспокоился» (Аполлод. III), и что он должен следовать за коровой, и заложить город там, где она возляжет. До этого он во Фракии похоронил отправившуюся с ним туда на поиски свою мать, в Фокиде же встретит корову. Затем, как и было предвещено, основал в Беотии Фивы, прежде чего ему пришлось убить там свящённого дракона бога Ареса, огромного змея, который охранял находившийся рядом с тем местом источник. По версии, дракон растерзал спутников Кадма, а Кадм убил его камнем. Зубы побеждённого им чудовища он, по совету Афины, посеял в землю, и из них выросли воины «спарты» («посеянные»), которые сразу же вступили в борьбу друг с другом, пока не остались в живых из них всего пятеро, ставшие соратниками Кадма и родоначальниками знатнейших фиванских родов.
На месте, где легла корова, стоял алтарь Афины Огни под открытым небом.
За смерть дракона, возможно даже порождённого Аресом, нёс у того восемь лет искупительной службы. Источник, где был дракон, показывали рядом с воротами Электры в Фивах. После этого Афина предоставила ему царскую власть. Зевс же дал ему в жены Гармонию, дочь Ареса и Афродиты. Их свадьба была первой, на которой присутствовали все олимпийские боги.
Основав беотийскую столицу, город Фивы, дал его гражданам законы и устроил своё государство; в честь Кадма фиванский акрополь именовался Кадмеей (греч. Καδμεία). Его дети Ино, Семела, Агава, Полидор, Автоноя. Кадм стал одним из могущественных правителей Греции. Изобретатель эллинских письмен. Впервые нашёл медь.
Но не только одно счастье послали ему боги. Его дочери Ино и Семела погибли на его глазах, а внук Актеон пал жертвой гнева Артемиды.
Оставив Фивы, Кадм и Гармония отправились к энхелейцам. Они избрали их своими предводителями в войне с иллирийцами и одержали победу. Кадм воцарился у иллирийцев (энхелеев). На старости лет удручённый своим горем, Кадм покинул семивратный град Фивы и после долгих скитаний со своей женой пришёл в далекую Иллирию. Здесь он с горечью воскликнул: «Не наказывают ли меня боги за убийство того змея? Если за его гибель меня карают боги так тяжко, не лучше ли мне самому превратиться в змея!» Только выговорил он эти слова, как тело его покрылось чешуёй, а вместо ног вырос хвост. Его супруга Гармония, увидев преображение своего любимого супруга, пожелала тоже превратиться в змею. И её просьбу боги исполнили.
Когда все их потомство погибло, Кадм и Гармония превратились в драконов; Зевс (по Еврипиду, Арес) отослал их на Элисийские поля; либо змеи превратились в скалы в Иллирии. Согласно Птолемею Гефестиону, они превратились во львов.
Место, где стоял дом Кадма, показывали в Фивах. Либо Кадм жил в храме Деметры Фесмофоры. Упомянут в «Илиаде» и «Одиссее». Согласно Деметрию из Скепсиса, богатства Кадма произошли от золотых рудников во Фракии и на Пангее, которые он открыл. Действующее лицо трагедий Еврипида «Вакханки» и «Кадм».
Этимология имени — от финикийского слова «древний» или «восток». В текстах линейного письма А встречается личное имя ka-du-ma-?. В 2003 году найдено письмо царя Аххиявы (то есть, видимо, Микенской державы) царю Хаттусилису III (ок. 1250 до н. э.). Он упоминает, что его предок Кадм выдал свою дочь за царя Ассувы, и некие острова перешли под контроль Аххиявы. Царь хеттов утверждал, что острова принадлежат ему.
Кадму греческая традиция приписывает изобретение алфавита. Плывя с Востока в Грецию, он остановился на острове Санторин (Тера, Фира) и оставил здесь несколько своих спутников. Позже на этот остров прибыл Терас (Фир), в честь которого и был назван остров. Именно здесь, на Тере, и найдены самые древние (XVIII в. до н. э.) греческие письмена.
В честь Кадма назван химический элемент кадмий и линия Кадма на спутнике Юпитера Европе.